# Navalgund
Navalgund é uma panchayat (vila) no distrito de Dharwad, no estado indiano de Karnataka.

## Geografia
Navalgund está localizada a 15° 34′ N, 75° 22′ L. Tem uma altitude média de 578 metros (1896 pés).

## Demografia
Segundo o censo de 2001, Navalgund tinha uma população de 22 200 habitantes. Os indivíduos do sexo masculino constituem 51% da população e os do sexo feminino 49%. Navalgund tem uma taxa de literacia de 59%, inferior à média nacional de 59,5%: a literacia no sexo masculino é de 68% e no sexo feminino é de 50%. Em Navalgund, 14% da população está abaixo dos 6 anos de idade.